# اوانس اوانسیان
اوانس اوانسیان (متولد ۱۳۱۷ در تهران) نویسنده و مترجم ارمنی‌تبار ایرانی است. او برای ترجمهٔ کتاب مقدمهٔ رومی و تفسیر مثنوی معنوی برندهٔ جایزه کتاب سال سلطنتی شد.

## تحصیلات
او در رشتهٔ شرق‌شناسی از دانشگاه کمبریج دکترا گرفت.

## آثار
- مقدمه‌ای بر روش تحقیق در تاریخ، گیتسن کلارک ؛ ترجمه اوانس اوانسیان
- دادخواهی ارامنه از ترکان عثمانی و کُردان مزدور
- مقدمهٔ رومی و تفسیر مثنوی معنوی، رن‍ال‍د ال‍ن ن‍ی‍ک‍ل‍س‍ن؛ ت‍رج‍م‍ه و ت‍ع‍ل‍ی‍ق اوان‍س اوان‍س‍ی‍ان
- ی‍ادداش‍ت‌ه‍ائ‍ی در ب‍اب ف‍ص‍وص ال‍ح‍ک‍م اب‍ن‌ع‍رب‍ی/ ر. ا. ن‍ی‍ک‍ل‍س‍ن؛ ب‍ام‍ق‍دم‍ه و ت‍رج‍م‍ه اوان‍س اوان‍س‍ی‍ان
- میراث آسیای مرکزی/ تالیف ریچارد فرای؛ ترجمه اوانس اوانسیان.